# Huércal de Almería
Huércal de Almería este o municipalitate și un oraș din provincia Almería, Andaluzia, Spania, cu o populație de 8.283 locuitori.